# Seleção Paraguaia de Futebol
A Seleção Paraguaia de Futebol representa o Paraguai em competições oficiais de futebol. Ela é administrada pela APF (Associação Paraguaia de Futebol), entidade afiliada à CONMEBOL e a FIFA.
A Albirroja, como é conhecida devido às cores da bandeira estampadas em sua camisa, participou de 9 edições da Copa do Mundo da FIFA: 1930, 1950, 1958, 1986, 1998, 2002, 2006, 2010 e 2030 (com destaque para as 4 participações consecutivas entre 1998 e 2010). Até o momento, a melhor campanha da equipe foi alcançar as quartas de final, feito realizado na Copa do Mundo de 2010. Em várias edições recentes, a seleção paraguaia foi derrotada ou eliminada por equipes que acabaram se tornando campeãs ou finalistas.
O Paraguai participou de 38 edições da Copa América, conquistando o título em 1953 e 1979, ao derrotar o Brasil e o Chile, respectivamente, nas finais. Além disso, foi vice-campeão em seis ocasiões: 1922, 1929, 1947, 1949, 1963 e 2011.
O maior sucesso do Paraguai nos Jogos Olímpicos ocorreu no torneio masculino de Atenas 2004, quando a seleção conquistou a medalha de prata. Foi a primeira e única vez que a equipe nacional paraguaia alcançou a final de uma competição mundial. Essa façanha deu ao esporte do país uma medalha olímpica inédita, que até hoje permanece como a única medalha conquistada pelo Paraguai nos Jogos Olímpicos.
A classificação para Atenas foi obtida após a equipe terminar em segundo lugar no Pré-Olímpico Sul-Americano Sub-23 de 2004, eliminando a seleção brasileira na partida decisiva. O Paraguai também se classificou para o torneio masculino de Barcelona 1992, onde chegou às quartas de final, após conquistar o título do Pré-Olímpico Sul-Americano como país-sede.
Entre as figuras mais marcantes da história da seleção paraguaia estão Aurelio González, Arsenio Erico, Delfín Benítez Cáceres, Eulogio Martínez, Cayetano Ré, Juan Bautista Agüero, Raúl Amarilla, Julio César Romero, Roberto Cabañas, José Luis Chilavert, José Saturnino Cardozo, Celso Ayala, Carlos Gamarra, Carlos Humberto Paredes, Claudio Morel Rodríguez, Nelson Haedo Valdez, Roque Santa Cruz, Salvador Cabañas, Justo Villar, Óscar Cardozo, e, atualmente, Miguel Almirón e Gustavo Gómez.

## História

### O Início
Logo após a introdução do futebol no Paraguai por Williams Paats, a Liga Paraguaya de Futbol (hoje Associação Paraguaia de Futebol) foi criada em 1906. A primeira equipe nacional de futebol foi organizada em 1910, quando o clube argentino Hércules de Corrientes recebeu um convite para jogar um amistoso. Os membros da primeira equipe nacional eram F. Melián, G. Almeida, A. Rodríguez, M. Barrios, P. Samaniego, J. Morín, Z. Gadea, D. Andreani, C. Mena Porta, B. Villamayor, M. Rojas e E. Erico. A partida terminou em um empate de 0 a 0.
Devido ao crescente número de convites para disputar partidas e torneios internacionais, a Associação Paraguaia de Fútbol decidiu criar oficialmente a equipe nacional e selecionar as camisetas listradas de vermelho e branco que até hoje permanecem como as cores oficiais (tiradas da bandeira paraguaia). No final de 1919, o Paraguai aceitou o convite para jogar o Campeonato Sul-Americano de Futebol de 1921 e, para se preparar para essa ocasião, foram realizados vários amistosos entre 1919 e o início do torneio em 1921. O primeiro desses amistosos foi uma derrota de 5 a 1 contra a Argentina e marcou o primeiro jogo internacional da Seleção Paraguaia de futebol. Quando o torneio finalmente chegou, o Paraguai surpreendeu a todos ao derrotar o tricampeão sul-americano Uruguai por 2 a 1, sendo este o primeiro jogo em uma competição oficial do time de futebol paraguaio. O Paraguai terminou em quarto lugar e se tornou um participante regular nas próximas edições.
Em 1930, o Paraguai participou da primeira Copa do Mundo FIFA, organizada pelo Uruguai. Na primeira fase, estreou com uma derrota para os Estados Unidos por 3 a 0, mas venceu a Bélgica por 1 a 0 com gol de Luis Vargas Peña. Como só uma equipe avançava, os Estados Unidos deixaram o Paraguai para trás.

### Primeiro gosto do sucesso
Após fortes participações nos Campeonatos Sul-Americanos de 1927, 1947 e 1949 (em que ficou em segundo lugar), o Paraguai foi para sua segunda Copa do Mundo, em 1950, onde falhou ao empatar em 2 a 2 com a Suécia e perder de 2 a 0 para Itália.
O primeiro grande sucesso veio apenas em 1953, quando foi campeão da Copa América disputada no Peru. No caminho até a final venceu o Chile (3 a 0), Bolívia (2 a 1), e o Brasil (2 a 1), e empatou com o Equador (0 a 0), Peru (2 a 2) e Uruguai (2 a 2). Como o Paraguai e o Brasil empataram em pontos, houve a necessidade de uma final, na qual o Paraguai venceu por 3 a 2. Os jogadores chaves da conquista foram Ángel Berni, Heriberto Herrera e Rubén Fernández, treinados por Manuel Fleitas Solich.

#### Copa do Mundo FIFA de 1958
Nas eliminatórias da Copa do Mundo de 1958, o Paraguai, liderado por Aurélio "Gran Capitán" González, surpreendeu ao se classificar para o torneio ficando à frente do Uruguai, e vencendo-o por 5 a 0 no jogo decisivo. A equipe contava com um ataque formidável, composto por estrelas como Oscar Aguilera, Juan Bautista Agüero, José Parodi, Juan Romero, Cayetano Ré e Florencio Amarilla.
No seu primeiro jogo na Suécia, em 8 de junho, o Paraguai chegou a estar vencendo a França por 3 a 2, mas os franceses conseguiram reverter a situação e venceram por 7 a 3. Em 11 de junho, o Paraguai conquistou uma vitória por 3 a 2 sobre a Escócia, e, no dia 15 de junho, empatou em 3 a 3 com a Iugoslávia. Apesar do desempenho, a seleção paraguaia terminou em terceiro lugar no grupo e foi eliminada da competição.
Mais tarde, a saída de várias estrelas, como Eulogio Martínez, para o futebol europeu (principalmente para a Espanha) resultou em um certo enfraquecimento do potencial da equipe paraguaia. Isso levou à uma eliminação para o México no play-off para a Copa do Mundo de 1962, no Chile.

#### Copa América de 1979
No início dessa nova fase, o Paraguai continuou a ficar de fora das Copas do Mundo subsequentes até 1979, quando repetiu o seu primeiro sucesso continental ao vencer a Copa América pela segunda vez (assim como um dos clubes do país, o Olimpia, que venceu sua primeira Copa Libertadores no mesmo ano), reafirmando assim seu status de potência na região.
O caminho para o título começou após o Paraguai terminar em primeiro lugar no Grupo C, que foi compartilhado com Uruguai e Equador, com duas vitórias e dois empates. Nas semifinais, a Albirroja derrotou o Brasil por um placar agregado de 4 a 3. Em Assunção, venceu por 2 a 1, com gols de Eugenio Morel (de bicicleta) e Hugo Talavera.
No Rio de Janeiro, houve um empate em 2 a 2, com gols de Milciades Morel e Romerito, o que os garantiu na final do torneio. Na final, o Paraguai derrotou o Chile em três partidas, com um placar agregado de 3 a 1. No jogo de ida, em Assunção, a Albirroja venceu por 3 a 0, com Romerito marcando dois gols e Milciades Morel o outro. 
No jogo de volta em Santiago, o Chile forçou o terceiro jogo com uma vitória por 1 a 0. Finalmente, em Buenos Aires, o Paraguai conquistou o título após um empate em 0 a 0, sendo favorecido pelo melhor saldo de gols. Liderados pelo técnico Ranulfo Miranda, Julio César Romero, Carlos Kiese, Alicio Solalinde, Flaminio Sosa, Evaristo Isasi, Roberto Paredes, Juan Bautista Torales, Hugo Ricardo Talavera, Eugenio Morel, entre outros jogadores de destaque, foram parte importante da equipe na conquista do título.

#### Copa do Mundo FIFA de 1986

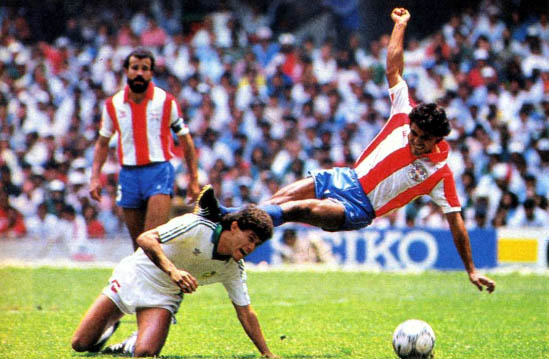
Disputa entre Francisco Cruz (México) e Roberto Cabañas (Paraguai) em jogo válido pelo Grupo B da Copa do Mundo de 1986.

Depois de quase 30 anos, a seleção paraguaia voltou a participar de uma Copa do Mundo, desta vez na edição de 1986, no México. Nas eliminatórias para o torneio, o Paraguai ficou em segundo lugar em um grupo com Brasil e Bolívia. Em seguida, na repescagem, venceu a Colômbia e o Chile com placares agregados de 4-2 e 5-2, respectivamente.
Na Copa do Mundo, o Paraguai foi sorteado no grupo B, junto com o México (país anfitrião), a Bélgica e o Iraque. A seleção paraguaia se classificou para as oitavas de final ao terminar em segundo lugar no grupo, após vencer o Iraque por 1 a 0, empatar em 1 a 1 com o México e em 2 a 2 com a Bélgica. Contudo, nas oitavas de final, o Paraguai foi eliminado após perder por 3 a 0 para a Inglaterra.

### Anos dourados (1992-2011)

#### Copa do Mundo FIFA de 1998
O Paraguai, comandado pelo técnico brasileiro Paulo César Carpegiani, garantiu sua participação na Copa do Mundo de 1998, na França, ao terminar em segundo lugar nas eliminatórias sul-americanas, apenas um ponto atrás da Argentina. Na fase de grupos, enfrentou a Bulgária, a Espanha e a Nigéria, empatando sem gols contra as duas primeiras seleções, nos dias 12 e 19 de junho, respectivamente. Esses resultados obrigaram o Paraguai a vencer os africanos na última rodada para seguir na competição. A equipe conseguiu o resultado necessário ao derrotar a Nigéria por 3 a 1 em 24 de junho de 1998. Os gols que levaram o Paraguai às oitavas de final pela segunda vez em uma Copa do Mundo foram marcados por Celso Ayala, Miguel Ángel Benítez e José Cardozo.
Assim, o Paraguai avançou para a próxima fase, protagonizando um dos duelos mais emocionantes de sua história, contra ninguém menos que os anfitriões e grandes favoritos, a França, que eventualmente se tornaria a campeã do torneio. Naquela memorável apresentação, a equipe paraguaia mostrou-se surpreendentemente resiliente contra os donos da casa, resistindo além dos 90 minutos do tempo normal. A resistência guarani foi quebrada apenas aos 113 minutos de jogo, na segunda metade da prorrogação, com um gol de Laurent Blanc, marcado a apenas sete minutos de uma possível decisão por pênaltis.
Esse gol do zagueiro francês no tempo extra representou o primeiro gol de ouro da história da Copa do Mundo, garantindo a vitória automática da França quando foi marcado, em 28 de junho de 1998. Graças à grande atuação na competição, O zagueiro paraguaio Carlos Gamarra, junto com o goleiro José Luis Chilavert, foi incluído no time dos sonhos da Copa do Mundo.

#### Copa América de 1999
Em 1999, o Paraguai sediou a Copa América pela primeira vez em sua história. Na ocasião, a seleção paraguaia, pressionada a fazer uma boa campanha, foi sorteada no Grupo A junto com Peru, Bolívia e, pela primeira vez na história da competição, o Japão, que participou como convidado. Na partida de estreia, em 29 de junho, o Paraguai empatou com a Bolívia, em um desempenho considerado abaixo do esperado. No entanto, a equipe se recuperou contra o Japão, aplicando uma goleada de 4 a 0 em 2 de julho de 1999, com dois gols de Roque Santa Cruz e dois de Peque Benítez. Na última partida, em uma noite de neblina em 5 de julho de 1999, o Paraguai venceu o Peru por 1 a 0, com Santa Cruz marcando a apenas três minutos do fim. Com esse resultado, a seleção terminou em primeiro lugar no Grupo A, somando 7 pontos.
Nas quartas de final, a Albirroja foi eliminada pelo Uruguai nos pênaltis (5 a 3), após um empate por 1 a 1 no tempo regulamentar. O gol paraguaio foi marcado por Benítez, que acabou errando sua cobrança na disputa de pênaltis, o que garantiu a classificação do Uruguai. As cobranças convertidas pelo Paraguai foram realizadas por Acuña, Gamarra e Enciso. A partida ocorreu em 10 de julho de 1999, com a equipe paraguaia sob o comando do técnico Ever Almeyda, uruguaio naturalizado paraguaio e ídolo do Olimpia.

#### Copa do Mundo FIFA de 2002
Quatro anos depois, a seleção nacional, sob o comando do técnico Sergio Markarián, classificou-se para a Copa do Mundo da Coreia/Japão 2002 pela segunda vez consecutiva. O Paraguai terminou em quarto lugar nas eliminatórias sul-americanas, atrás de Argentina, Equador e Brasil, alcançando pela primeira vez em sua história o feito de se classificar para duas Copas do Mundo consecutivas.
No entanto, após uma inesperada derrota em casa por 4 a 0 para a Colômbia na última rodada da competição (mesmo com o Paraguai já estando classificado antecipadamente), a Associação Paraguaia de Futebol decidiu demitir o técnico uruguaio. Para substituí-lo, contratou o italiano Cesare Maldini, que assumiu o comando da Albirroja para a Copa do Mundo.
O primeiro adversário foi a África do Sul, em uma partida que terminou empatada em 2 a 2, com gols de Roque Santa Cruz e Francisco Arce, no dia 2 de junho de 2002, no Estádio Principal da Asiad, em Busan. No segundo jogo, o Paraguai foi derrotado por 3 a 1 pela Espanha, em 7 de junho, com o único gol paraguaio sendo um gol contra de Carles Puyol.
Na última rodada, assim como na Copa do Mundo anterior, o Paraguai precisava vencer para avançar. A história se repetiu, e a equipe derrotou a Eslovênia por 3 a 1 em 12 de junho, com dois gols de Nelson Pipino Cuevas e outro de Jorge Luis Campos, garantindo a classificação para as oitavas de final pela terceira vez em sua história.
Nas oitavas, o Paraguai enfrentou a Alemanha, que, com um gol aos 88 minutos do segundo tempo, pôs fim aos sonhos paraguaios de alcançar as quartas de final pela primeira vez em uma Copa do Mundo.

#### Copa do Mundo FIFA de 2006
Em 2006, sob o comando de Aníbal Ruiz, o Paraguai alcançou sua terceira participação consecutiva em uma Copa do Mundo, dessa vez realizada na Alemanha. A classificação foi garantida na penúltima rodada das eliminatórias, com a equipe terminando em quarto lugar.
No entanto, esse marco acabou sendo o ponto alto da campanha, já que os paraguaios tiveram que voltar para casa mais cedo do que o esperado. Duas derrotas nas partidas iniciais contra a Inglaterra e a Suécia, ambas por 1 a 0, acabaram com qualquer chance de avanço. Os jogos foram disputados em 10 e 15 de junho de 2006, respectivamente.
Na primeira partida, contra a Inglaterra, Carlos Gamarra marcou um gol contra após uma cobrança de falta de David Beckham. Já na segunda partida, contra a Suécia, o Paraguai perdeu próximo ao final do jogo, com um gol marcado pelo sueco Freddie Ljungberg.
O único consolo veio na partida de despedida, em que venceram Trinidad e Tobago por 2 a 0. O primeiro gol foi um gol contra, marcado por Brent Sancho, e o segundo foi anotado por Nelson Cuevas, que se tornou o maior artilheiro do Paraguai em Copas do Mundo, com apenas três gols.
Em março de 2007, teve início uma nova era para a seleção paraguaia com a nomeação do técnico argentino Gerardo "Tata" Martino.

#### Copa do Mundo FIFA de 2010
Durante as Eliminatórias da Copa do Mundo FIFA de 2010, o Paraguai somou trinta e três pontos, alcançando um novo marco em sua história como a maior pontuação obtida nas últimas quatro eliminatórias, que tinham o mesmo sistema de competição. A equipe permaneceu líder por oito rodadas (entre a quarta e a décima segunda). Ao final da décima rodada, tinha uma vantagem de seis pontos sobre o segundo colocado, que na época era o Brasil. A invencibilidade brasileira foi quebrada na quinta rodada, com uma vitória paraguaia por 2 a 0 em Assunção, em 15 de junho de 2008.
No entanto, uma série de resultados ruins no primeiro semestre de 2009 reduziu a vantagem que o Paraguai tinha na tabela, fazendo a equipe cair para o terceiro lugar, ainda na zona de classificação direta para a Copa do Mundo. O Paraguai garantiu sua vaga no torneio com uma vitória por 1 a 0 sobre a Argentina, em Assunção, no dia 9 de setembro de 2009. Ao final das eliminatórias, o time guarani terminou em terceiro lugar, apenas um ponto atrás do Brasil (34) e com a mesma pontuação do Chile, embora atrás no saldo de gols.
Em 4 de dezembro de 2009, o sorteio da Copa do Mundo colocou o Paraguai no Grupo F, juntamente com a Itália (atual campeã mundial na época), Eslováquia e Nova Zelândia.
Na estreia, empataram em 1 a 1 com a Itália, com o zagueiro Antolín Alcaraz marcando para a Albirroja. Em seguida, venceram a Eslováquia por 2 a 0, com gols dos meio campistas Enrique Vera e Cristian Riveros. E, finalmente, encerraram a fase de grupos com um empate sem gols contra a Nova Zelândia. Esses resultados significaram a classificação para as oitavas de final pela quarta vez em sua história. Pela primeira vez em suas oito participações na Copa do Mundo, a seleção avançou como líder do grupo, com cinco pontos, à frente de Eslováquia, Nova Zelândia e Itália, sendo as duas últimas eliminadas. Nas oitavas de final, enfrentaram o Japão, que foi derrotado na disputa de pênaltis. A vitória garantiu ao Paraguai uma vaga nas quartas de final e representou sua melhor campanha na história da Copa do Mundo FIFA.
Finalmente, eles encerraram sua participação perdendo por 1 a 0 em uma partida muito disputada contra a Espanha, a equipe que mais tarde venceria o torneio. A equipe sul-americana lutou muito contra a equipe europeia e até teve oportunidades de vencer, mas não conseguiu aproveitá-las, como o pênalti perdido por Óscar Cardozo quando o placar ainda estava aberto, o que poderia ter mudado o rumo da partida.

## Uniformes

### Uniforme dos jogadores
- Uniforme principal: Camisa listrada em vermelho e branco, calção e meias azuis;
- Uniforme de visitante: Camisa azul marinho com detalhes em tom mais claro, calção e meias azul marinho.

| Primeiro | Segundo |

### Uniformes dos goleiros
- Camisa amarela, calção e meias amarelas;
- Camisa preta, calção e meias pretas;
- Camisa verde, calção e meias verdes

| Cores do Time · Cores do Time · Cores do Time · Cores do Time · Cores do Time | Cores do Time · Cores do Time · Cores do Time · Cores do Time · Cores do Time | Cores do Time · Cores do Time · Cores do Time · Cores do Time · Cores do Time |

### Material esportivo
| Marca         | Período       |
| ------------- | ------------- |
| Nenhum        | 1919–1980     |
| Textil Paraná | 1981–1983     |
| Rainha        | 1984–1986     |
| Sportman      | 1987–1990     |
| Textil Paraná | 1991–1992     |
| Ennerre       | 1993–1994     |
| Reebok        | 1995–1998     |
| Puma          | 1999–2006     |
| Adidas        | 2007–2020     |
| Puma          | 2020–presente |

## Títulos

### Títulos oficiais
| CONTINENTAIS | CONTINENTAIS | CONTINENTAIS | CONTINENTAIS |
|              | Competição   | Vezes        | Ano          |
| ------------ | ------------ | ------------ | ------------ |
|              | Copa América | 2            | 1953 e 1979  |

### Seleção olímpica
| EVENTOS MULTIESPORTIVOS | EVENTOS MULTIESPORTIVOS | EVENTOS MULTIESPORTIVOS | EVENTOS MULTIESPORTIVOS |
|                         | Competição              | Vezes                   | Ano                     |
| ----------------------- | ----------------------- | ----------------------- | ----------------------- |
|                         | Jogos Olímpicos         | 1                       | 2004                    |
|                         | Jogos Sul-Americanos    | 2                       | 1978 e 2022             |

### Títulos amistosos
| TORNEIOS AMISTOSOS   | TORNEIOS AMISTOSOS                              | TORNEIOS AMISTOSOS | TORNEIOS AMISTOSOS                 |
|                      | Competição                                      | Vezes              | Ano                                |
| -------------------- | ----------------------------------------------- | ------------------ | ---------------------------------- |
| Paraguai · Bolívia   | Copa Paz del Chaco[carece de fontes?]           | 6                  | 1963, 1977, 1980, 1991, 1995, 2003 |
| Paraguai · Argentina | Copa Rosa Chevallier Boutell[carece de fontes?] | 2                  | 1925 (compartilhado), 1945 II      |
| Paraguai · Argentina | Copa Félix Bogado[carece de fontes?]            | 2                  | 1977 e 1983                        |
| Paraguai · Uruguai   | Copa Trompowski[carece de fontes?]              | 1                  | 1950                               |
| Hong Kong            | Carlsberg Cup[carece de fontes?]                | 1                  | 1986                               |
| Paraguai · Uruguai   | Copa Artigas[carece de fontes?]                 | 1                  | 1975 (compartilhado)               |
| Paraguai             | Copa Boquerón[carece de fontes?]                | 1                  | 1988                               |

Legenda
 Campeão Invicto

### Cronologia dos Títulos
| Sede         | Torneio      | Ano  | N.º |
| ------------ | ------------ | ---- | --- |
| Peru         | Copa América | 1953 | 1º  |
| Várias Sedes | Copa América | 1979 | 2º  |

## Campanhas
| Seleção Principal | Seleção Principal | Seleção Principal                      | Seleção Principal                            | Seleção Principal                            |
| Torneio           | Campeão           | Vice-campeão                           | Terceiro                                     | Quarto                                       |
| ----------------- | ----------------- | -------------------------------------- | -------------------------------------------- | -------------------------------------------- |
| Copa América      | 2 (1953, 1979)    | 6 (1922, 1929, 1947, 1949, 1963, 2011) | 7 (1923, 1924, 1925, 1939, 1946, 1959, 1983) | 7 (1921, 1926, 1937, 1942, 1967, 1989, 2015) |

| Seleção Olímpica     | Seleção Olímpica | Seleção Olímpica | Seleção Olímpica |
| Torneio              | Ouro             | Prata            | Bronze           |
| -------------------- | ---------------- | ---------------- | ---------------- |
| Jogos Olímpicos      |                  | 1 (2004)         |                  |
| Jogos Sul-americanos | 2 (1978, 2022)   |                  |                  |
| Jogos Bolivarianos   | 1 (2022)         |                  |                  |

## Estatísticas

### Desempenho em competições oficiais

#### Copa do Mundo
| Desempenho na Copa do Mundo | Desempenho na Copa do Mundo | Desempenho na Copa do Mundo | Desempenho na Copa do Mundo | Desempenho na Copa do Mundo | Desempenho na Copa do Mundo | Desempenho na Copa do Mundo | Desempenho na Copa do Mundo | Desempenho na Copa do Mundo |
| Ano                         | Fase                        | Posição                     | J                           | V                           | E                           | D                           | GM                          | GS                          |
| --------------------------- | --------------------------- | --------------------------- | --------------------------- | --------------------------- | --------------------------- | --------------------------- | --------------------------- | --------------------------- |
| 1930                        | Primeira fase               | 9º                          | 2                           | 1                           | 0                           | 1                           | 1                           | 3                           |
| 1934                        | Não se qualificou           | Não se qualificou           | Não se qualificou           | Não se qualificou           | Não se qualificou           | Não se qualificou           | Não se qualificou           | Não se qualificou           |
| 1938                        | Não se qualificou           | Não se qualificou           | Não se qualificou           | Não se qualificou           | Não se qualificou           | Não se qualificou           | Não se qualificou           | Não se qualificou           |
| 1950                        | Primeira fase               | 11º                         | 2                           | 0                           | 1                           | 1                           | 2                           | 3                           |
| 1954                        | Não se qualificou           | Não se qualificou           | Não se qualificou           | Não se qualificou           | Não se qualificou           | Não se qualificou           | Não se qualificou           | Não se qualificou           |
| 1958                        | Primeira fase               | 9º                          | 3                           | 1                           | 1                           | 1                           | 9                           | 12                          |
| 1962                        | Não se qualificou           | Não se qualificou           | Não se qualificou           | Não se qualificou           | Não se qualificou           | Não se qualificou           | Não se qualificou           | Não se qualificou           |
| 1966                        | Não se qualificou           | Não se qualificou           | Não se qualificou           | Não se qualificou           | Não se qualificou           | Não se qualificou           | Não se qualificou           | Não se qualificou           |
| 1970                        | Não se qualificou           | Não se qualificou           | Não se qualificou           | Não se qualificou           | Não se qualificou           | Não se qualificou           | Não se qualificou           | Não se qualificou           |
| 1974                        | Não se qualificou           | Não se qualificou           | Não se qualificou           | Não se qualificou           | Não se qualificou           | Não se qualificou           | Não se qualificou           | Não se qualificou           |
| 1978                        | Não se qualificou           | Não se qualificou           | Não se qualificou           | Não se qualificou           | Não se qualificou           | Não se qualificou           | Não se qualificou           | Não se qualificou           |
| 1982                        | Não se qualificou           | Não se qualificou           | Não se qualificou           | Não se qualificou           | Não se qualificou           | Não se qualificou           | Não se qualificou           | Não se qualificou           |
| 1986                        | Oitavas de final            | 13º                         | 4                           | 1                           | 2                           | 1                           | 4                           | 6                           |
| 1990                        | Não se qualificou           | Não se qualificou           | Não se qualificou           | Não se qualificou           | Não se qualificou           | Não se qualificou           | Não se qualificou           | Não se qualificou           |
| 1994                        | Não se qualificou           | Não se qualificou           | Não se qualificou           | Não se qualificou           | Não se qualificou           | Não se qualificou           | Não se qualificou           | Não se qualificou           |
| 1998                        | Oitavas de Final            | 14º                         | 4                           | 1                           | 2                           | 1                           | 3                           | 2                           |
| 2002                        | Oitavas de final            | 16º                         | 4                           | 3                           | 1                           | 0                           | 2                           | 6                           |
| 2006                        | Primeira fase               | 18º                         | 3                           | 1                           | 0                           | 2                           | 2                           | 2                           |
| 2010                        | Quartas de Final            | 8º                          | 5                           | 1                           | 3                           | 1                           | 3                           | 2                           |
| 2014                        | Não se qualificou           | Não se qualificou           | Não se qualificou           | Não se qualificou           | Não se qualificou           | Não se qualificou           | Não se qualificou           | Não se qualificou           |
| 2018                        | Não se qualificou           | Não se qualificou           | Não se qualificou           | Não se qualificou           | Não se qualificou           | Não se qualificou           | Não se qualificou           | Não se qualificou           |
| 2022                        | Não se qualificou           | Não se qualificou           | Não se qualificou           | Não se qualificou           | Não se qualificou           | Não se qualificou           | Não se qualificou           | Não se qualificou           |
| 2026                        | A definir                   | A definir                   | A definir                   | A definir                   | A definir                   | A definir                   | A definir                   | A definir                   |
| 2030                        | A definir                   | A definir                   | A definir                   | A definir                   | A definir                   | A definir                   | A definir                   | A definir                   |
| 2034                        | A definir                   | A definir                   | A definir                   | A definir                   | A definir                   | A definir                   | A definir                   | A definir                   |
| Total                       | 8/22                        | 0 títulos                   | 27                          | 9                           | 10                          | 8                           | 26                          | 36                          |

### Lista de maiores artilheiros do Paraguai em Copas do Mundo
| #  | Jogador                | Posição         | Gols | Edição(ões) em que atuou |
| -- | ---------------------- | --------------- | ---- | ------------------------ |
| 1º | Nelson Cuevas          | Atacante        | 3    | 2002 e 2006              |
| 2º | Florencio Amarilla     | Atacante        | 2    | 1958                     |
| 2º | José Parodi            | Atacante        | 2    | 1958                     |
| 2º | Juan Bautista Agüero   | Atacante        | 2    | 1958                     |
| 2º | Jorge Lino Romero      | Atacante        | 2    | 1958                     |
| 2º | Julio César Romero     | Meio-campista   | 2    | 1986                     |
| 2º | Roberto Cabañas        | Atacante        | 2    | 1986                     |
| 9º | Luis Vargas Peña       | Atacante        | 1    | 1930                     |
| 9º | César López Fretes     | Atacante        | 1    | 1950                     |
| 9º | Atilio López           | Atacante        | 1    | 1950                     |
| 9º | Cayetano Ré            | Atacante        | 1    | 1958                     |
| 9º | Miguel Ángel Benítez   | Atacante        | 1    | 1998                     |
| 9º | Antolín Alcaraz        | Zagueiro        | 1    | 2010                     |
| 9º | Enrique Vera           | Volante         | 1    | 2010                     |
| 9º | José Saturnino Cardozo | Atacante        | 1    | 1998 e 2002              |
| 9º | Francisco Arce         | Lateral-direito | 1    | 1998 e 2002              |
| 9º | Jorge Luis Campos      | Meio-campista   | 1    | 1998 e 2002              |
| 9º | Cristian Riveros       | Volante         | 1    | 2006 e 2010              |
| 9º | Celso Ayala            | Zagueiro        | 1    | 1998 e 2002              |
| 9º | Roque Santa Cruz       | Atacante        | 1    | 2002, 2006, e 2010       |

### Copa América
| 1916 | Não participou | 1941 | Não participou | 1979 | Campeão          | 2019 | Quartas de final |
| 1917 | Não participou | 1942 | Quarto lugar   | 1983 | Semifinais       | 2021 | Quartas de final |
| 1919 | Não participou | 1945 | Não participou | 1987 | Primeira fase    | 2024 | Primeira fase    |
| 1920 | Não participou | 1946 | Terceiro lugar | 1989 | Quarto lugar     |      |                  |
| 1921 | Quarto lugar   | 1947 | Vice-Campeões  | 1991 | Primeira fase    |      |                  |
| 1922 | Vice-Campeão   | 1949 | Vice-Campeões  | 1993 | Quartas de final |      |                  |
| 1923 | Terceiro lugar | 1953 | Campeões       | 1995 | Quartas de final |      |                  |
| 1924 | Terceiro lugar | 1955 | Quinto lugar   | 1997 | Quartas de final |      |                  |
| 1925 | Terceiro lugar | 1956 | Quinto lugar   | 1999 | Quartas de final |      |                  |
| 1926 | Quarto lugar   | 1957 | Não participou | 2001 | Quartas de final |      |                  |
| 1927 | Não participou | 1959 | Terceiro lugar | 2004 | Quartas de final |      |                  |
| 1929 | Vice-Campeão   | 1959 | Quinto lugar   | 2007 | Quinto lugar     |      |                  |
| 1935 | Não participou | 1963 | Vice-campeão   | 2011 | Vice-Campeão     |      |                  |
| 1937 | Quarto lugar   | 1967 | Quarto lugar   | 2015 | Quarto lugar     |      |                  |
| 1939 | Terceiro lugar | 1975 | Primeira fase  | 2016 | Primeira fase    |      |                  |